# Спано, Джо
Джо Спано (англ. Joe Spano; род. 7 июля 1946, Сан-Франциско, Калифорния) — американский актёр театра, кино и телевидения.

## Биография
Джозеф Питер Спано родился 7 июля 1946 года в Сан-Франциско в семье Винсента Данте Спано, врача, и Вирджинии Джин (в девичестве — Карпентер). Сначала учился в высшей школе Archbishop Riordan High School, в 1967 году окончил Калифорнийский университет в Беркли, в 1968 году стал сооснователем театра Berkeley Repertory Theatre, в котором прослужил десять лет. Во второй половине 1970-х переехал в Голливуд. Впервые появился на широких экранах в 1972 году, исполнив небольшую роль графа Кентского в фильме «Один — одинокое число», а два года спустя дебютировал на телевидении в сериале «Улицы Сан-Франциско». Впервые на бродвейских подмостках появился в 1992 году; член компании Antaeus Theater Company, сооснователь трёх других театральных компаний. 26 ноября 1980 года женился на художнице по керамике Джоан Зерье, пара воспитывает двоих удочерённых детей из Юго-Восточной Азии.

## Награды и номинации
- 1983 — Прайм-тайм премия «Эмми» в категории «Лучший актёр второго плана в драматическом сериале» за роль в сериале «Блюз-Хилл-стрит» — номинация.
- 1989 — Прайм-тайм премия «Эмми» в категории «Лучший приглашённый актёр в драматическом сериале» за роль в сериале «Звонящий в полночь» — победа.

## Избранная фильмография
За свою кино-карьеру длиной более 40 лет Джо Спано снялся примерно в 80 фильмах и сериалах.

### Широкий экран
- 1972 — Один — одинокое число[англ.] / One Is a Lonely Number — граф Кентский
- 1973 — Американские граффити / American Graffiti — Вик
- 1976 — Блюститель закона / The Enforcer — Митч, грабитель (в титрах не указан)
- 1981 — Невероятно уменьшившаяся женщина / The Incredible Shrinking Woman — охранник
- 1995 — Аполлон-13 / Apollo 13 — директор НАСА
- 1996 — Первобытный страх / Primal Fear — Абель Стеннер
- 2001 — Техасские рейнджеры[англ.] / Texas Rangers — мистер Даннисон
- 2001 — Часовой механизм / Ticker — капитан Спано
- 2002 — Война Харта / Hart’s War — полковник Дж. М. Ландж
- 2006 — Смерть Супермена / Hollywoodland — Говард Стриклинг
- 2007 — Перелом / Fracture — судья Джозеф Пинкус
- 2008 — Фрост против Никсона / Frost/Nixon — сотрудник телерадиокомпании

### Телевидение
- 1974—1975 — Улицы Сан-Франциско / The Streets of San Francisco — Туми (в 2 эпизодах)
- 1981—1987 — Блюз-Хилл-стрит / Hill Street Blues — детектив Генри Голдблюм (в 143 эпизодах)
- 1989 — Звонящий в полночь / Midnight Caller — Джон Саринго (в 1 эпизоде)
- 1990 — Слепая вера[англ.] / Blind Faith — Сэл Саккаро
- 1990 — Землетрясение в Лос-Анджелесе[англ.] / The Great Los Angeles Earthquake — Чэд Сполдинг
- 1995—1996 — Убийство первой степени[англ.] / Murder One — Рэй Велачек (в 15 эпизодах)
- 1997 — Секретные материалы / The X-Files — Майк Миллар (в 2 эпизодах)
- 1997—1998 — Профайлер / Profiler — детектив Майк Рэмдэк (в 2 эпизодах)
- 1998 — С Земли на Луну / From the Earth to the Moon — Джордж Мюллер (в 1 эпизоде)
- 1999—2000 — Бэтмен будущего / Batman Beyond — разные персонажи (в 4 эпизодах, озвучивание)
- 2001 — Провиденс / Providence — доктор Кэрролл (в 3 эпизодах)
- 2001—2003 — Полиция Нью-Йорка / NYPD Blue — детектив Джон Кларк-старший (в 16 эпизодах)
- 2003 — н. в. — Морская полиция: Спецотдел / NCIS — старший агент ФБР / частный детектив Т. Си. Форнелл (в 55 эпизодах)